# Tom Briggs (cầu thủ bóng đá)
Thomas Raymond "Tom" Briggs (11 tháng 5 năm 1919 ở Rotherham, Anh – 1999) là một cầu thủ bóng đá người Anh, thi đấu ở vị trí hậu vệ thi đấu cho Huddersfield Town và Crewe Alexandra.